# 71-й мотострілецький полк (РФ)
71-й гвардійський мотострілецький полк (71 МСП, в/ч 16544) — тактичне формування у складі Сухопутних військ Російської Федерації.
Формування входить до складу 42-ї гвардійської мотострілецької дивізії Південного військового округу. Пункт постійної дислокації — Станиця Калинівська (Чеченська Республіка).

## Історія
2000 року полк відтворено з дислокацією в селищі Ханкала під Грозним.
У серпні 2008 року бере участь у війні з Грузією. Втратив 7 бійців в боях.
У 2009 році полк був розформований в ході масштабної реформи Збройних сил, що проходила в країні.
71-й мотострілковий полк відтворено у 2016 році.
У 2017 році батальйон військової поліції 71-го мотострілецького полку здійснив тримісячне відрядження в Сирії.
У 2022 році 71-й мотострілецький полк брав участь у вторгненні Росії в Україну, наступаючи з території самопроголошеної ДНР і брав участь у боях за Маріуполь
9 серпня 2023 року Указом Президента Росії полку присвоєно почесне найменування «гвардійський».

## Втрати
З відкритих джерел відомо про 7 вбитих бійців полку у війні з Грузією і 20 — під час вторгнення в Україну: